# Kirsty Hume

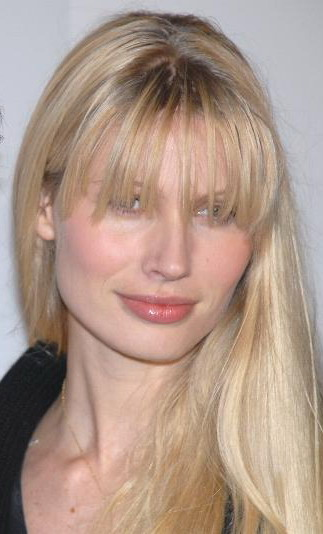
Kirsty Hume

Kirsty Hume (* 4. September 1976 in Ayr, Ayrshire, Schottland) ist ein schottisches Model, das vor allem in der zweiten Hälfte der 1990er Jahre und zu Beginn der 2000er Jahre aktiv war.

## Leben und Karriere
Hume wuchs in Ayr auf und besuchte die dortige Wellington School.
Hume war Model für Dior, Givenchy, Chanel, Lanvin, Yves Saint Laurent, Christian Lacroix, Gianfranco Ferré, Claude Montana, Giorgio Armani, Gianni Versace, Roberto Cavalli, Prada, Calvin Klein, Ralph Lauren, Jaeger (Kleidung) und Donna Karan. Sie erschien auch häufig auf den Titelbildern von Harper’s Bazaar, fotografiert von Patrick Demarchelier, sowie von Vogue, W und anderen Publikationen.
1996 war Hume das Hauptmodell für Chanel-Werbung. Sie war Model für Victoria’s Secret. Für die Präsentation der Herbst- und Winterkollektionen von Gucci im März 1996 in Mailand trug Hume ein Kleid aus weißem Jersey mit tiefem Dekolleté.
Hume spielte zusammen mit Roberto Cavalli und Eva Herzigová in einem interaktiven Modekunstfilm von Imagine Fashion unter der Regie von Johan Renck mit dem Titel Decadent Control. Der Film zeigt Mode von Agent Provocateur und H&M.
Hume heiratete 1997 den Rocker und Schauspieler Donovan Leitch. Ihre gemeinsame Tochter wurde im März 2004 geboren und arbeitet ebenfalls als Model. Die Trennung erfolge im Jahr 2011 und die Einreichung der Scheidung im Sommer 2014. 2022 heiratete sie den schottischen Unternehmer Frederick Schiling.